# 南橫公路

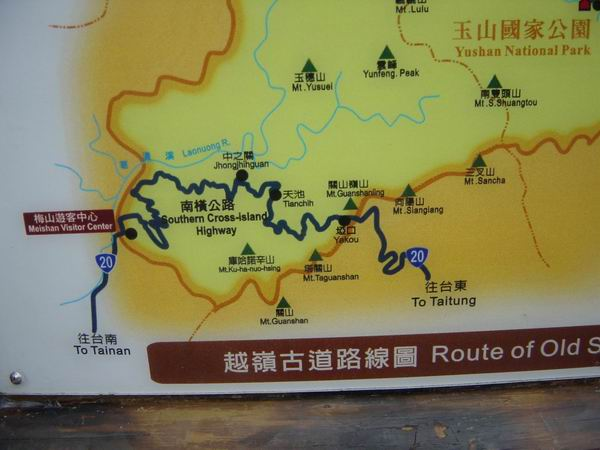
中之關古道路線圖可見南橫公路穿越玉山國家公園。

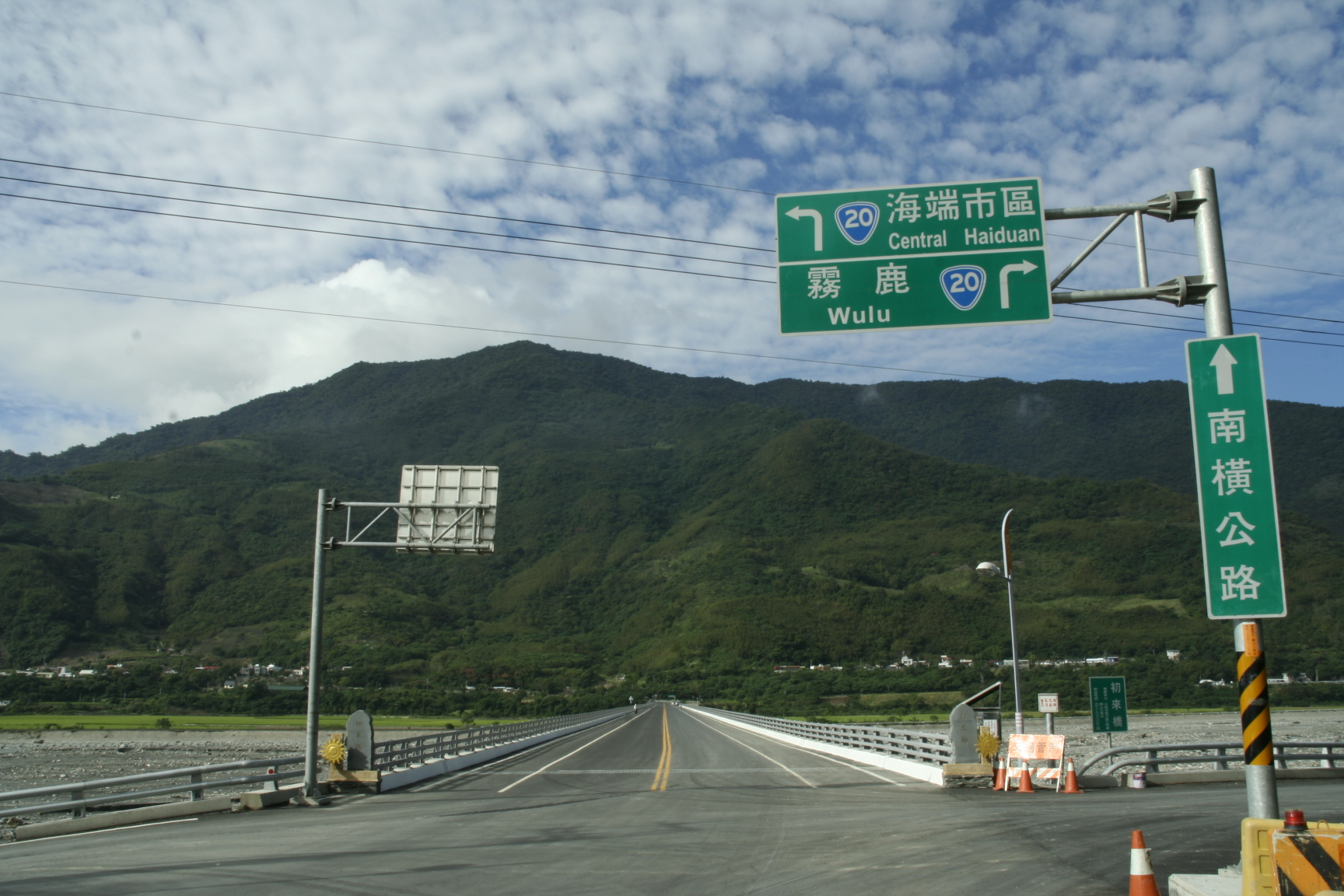
南橫公路在台東縣有二處入口之一「台20甲線初來橋」。

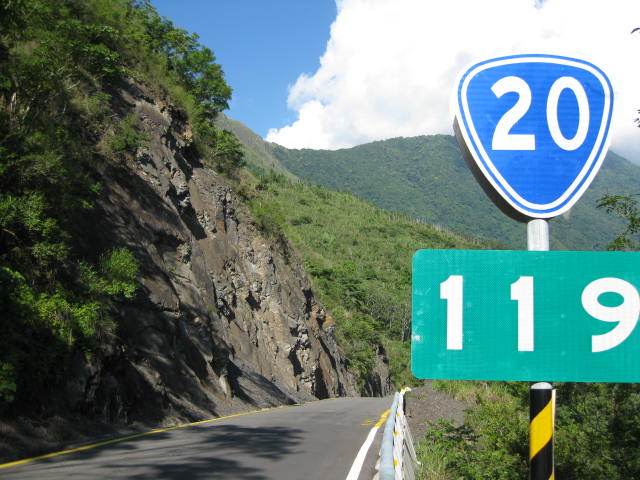
台20線119公里處位於馬馬宇頓山麓

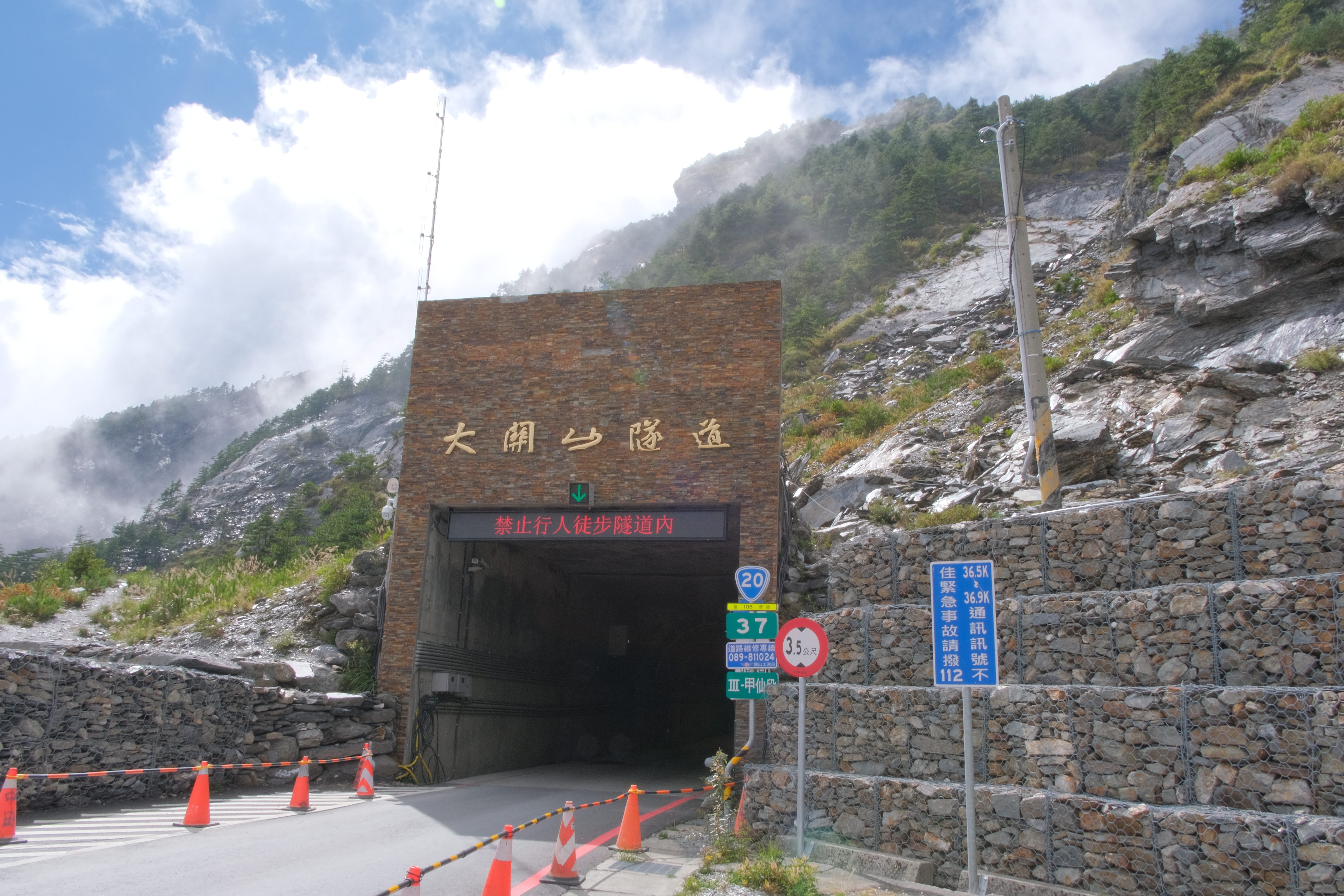
南橫公路由大關山隧道於「埡口」穿過中央山脈，不僅是具代表性的景點，也是全線的最高點，此為位在台東縣的東口。

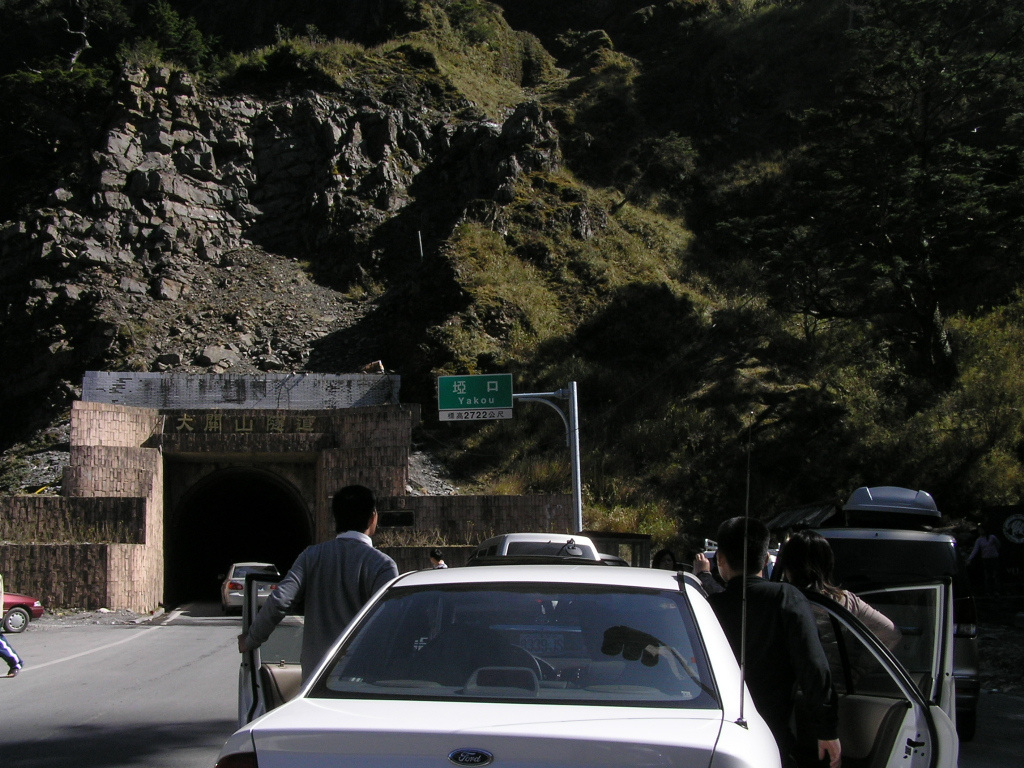
大關山隧道西口位在高雄市，亦立有一面寫著「埡口」地名標示牌，隧道東西口圖片均為地形崩毀前所攝

南部橫貫公路，俗稱南橫公路，簡稱南橫，為台灣的三條橫貫公路建設之一。在編號上屬於省道台20線，南橫公路全線列於台20線里程。
內政部電子門牌系統與Google地圖將省道台20線全線稱為南部橫貫公路，簡稱南橫，起點是台南市中西區 湯德章紀念公園中山路段，公路總局在此設立告示牌標明為南橫公路起點0k+000(台南市字體大於其它鄉鎮)。南橫經高雄市甲仙區、六龜區、桃源區，進入台東縣海端鄉；終點銜接台9線328.6公里處，為台東縣的海端鄉海端村與關山鎮德高里之交界處。
因受莫拉克風災影響，至2020年1月12日前，南橫公路台20線東行通行至105K（梅山口）止；西行至149K（向陽）止。130K-149K（天池-埡口-向陽森林遊樂區）受損嚴重。105K（梅山口）至149K（向陽）路段，因交通量、線形、路寬不符省道標準，且地質不穩定、常有落石坍方，存在高度風險，交通部公路總局第三區養護工程處公告將此路段降級為臨時便道，編號為台20臨105線。直至於2022年5月1日上午7時南橫公路才全線復通。
南橫歷經天災修復、截彎取直，路線里程迭有增減。1972年通車時台20線總里程為211.3公里；1986年、1994年為209.076公里；2004年由203.188公里縮短為202.696公里；2009年以前增長6.750公里成為209.446公里；2011年里程縮短為208.329公里；2022年復通之後為203.982公里。
利用過去不同時期文獻記載的南橫里程數的用路人應留意。例如: 2011年以前，梅山口、天池、埡口、向陽等處的里程數各約為109.9K、136K、147.5K、154.5K；2011年以後，天池、埡口、向陽等處各約為135.4K、145.9K、152.8K；復通之後梅山口、天池、埡口、向陽各約為105K、130K、142K、149K。

## 沿線地理資訊

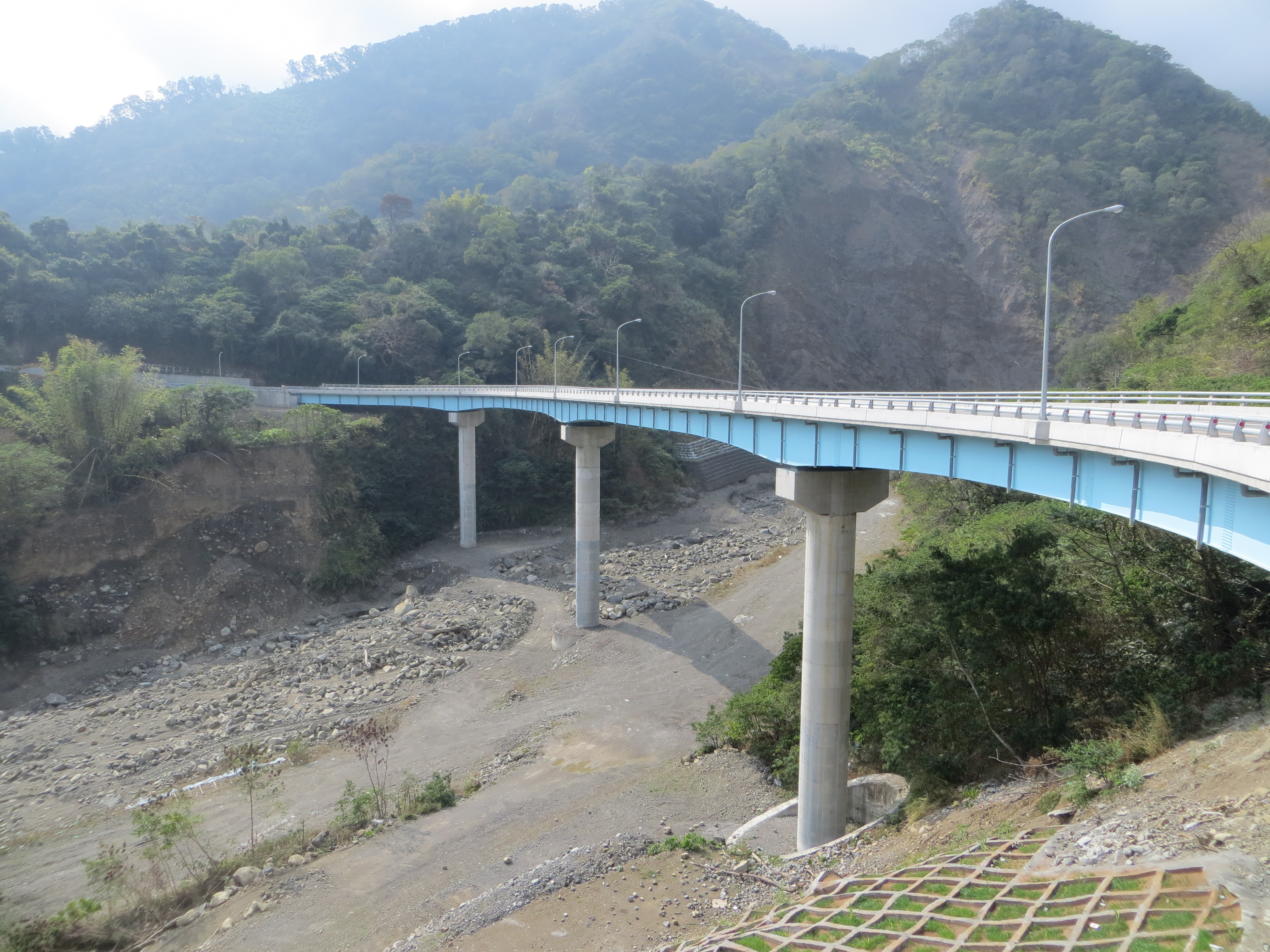
八八災後改線重建的綠茂橋，地處桃源區高中里

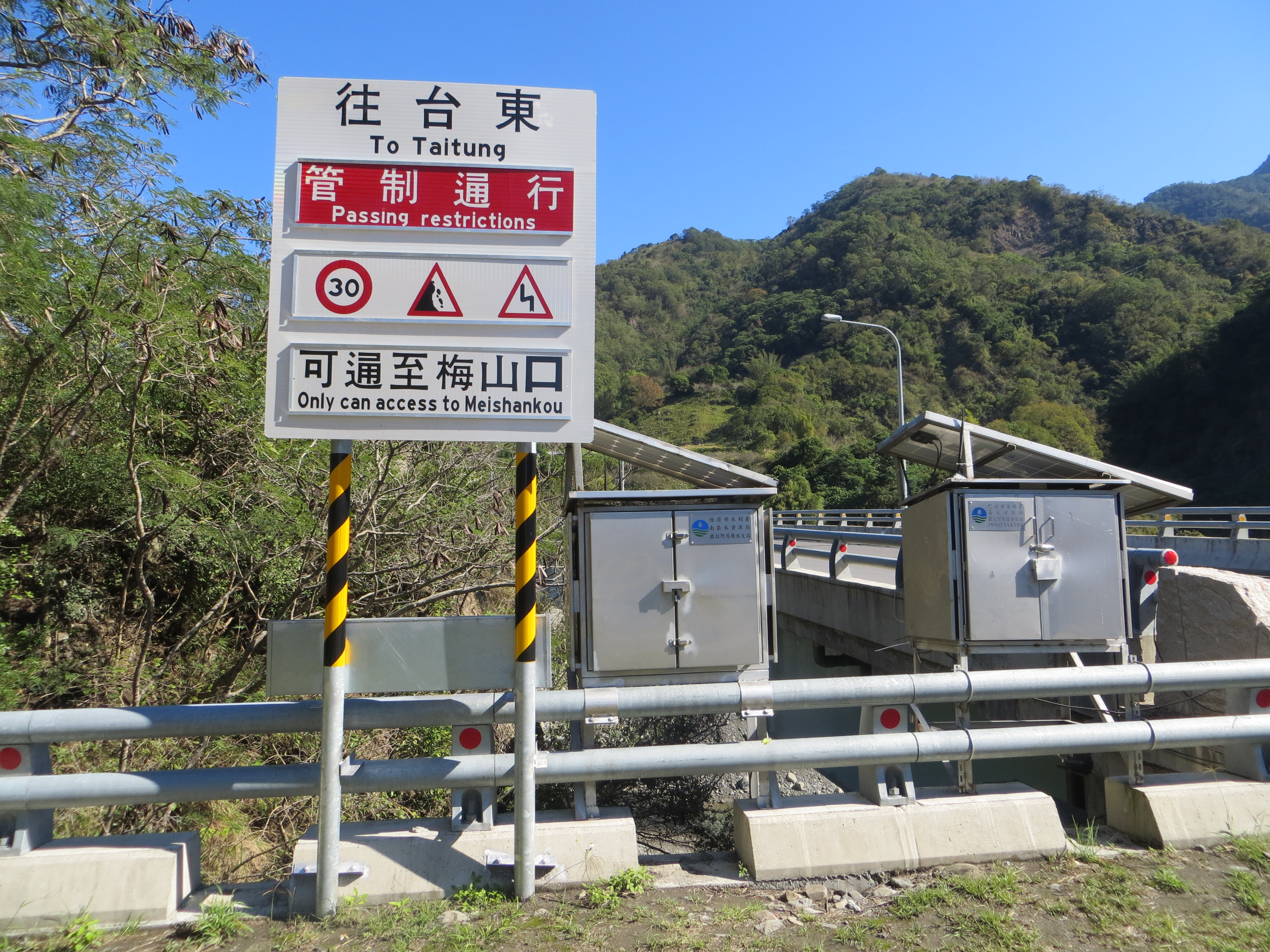
2016年1月9日，設立於撒拉阿塢橋南西側的路況告示牌，顯示南橫截至當日為止，依然是無法完全暢通至台東的。
註備：南橫公路在2022年5月1號全線有限制時段通車

南橫公路自1972年10月31日通車以來，歷經天災修復、截彎取直，路線里程迭有增減，2022年復通之後，與1972年相較，里程縮短約6.3公里。
| 行政區       | 地名   | 台20線 里程數(公里) | 海拔 (公尺) | 景點                                                                              |
| ------------ | ------ | ------------------- | ----------- | --------------------------------------------------------------------------------- |
| 台南市中西區 | 中山路 | 0                   | 22          | 湯德章公園、林百貨、臺南車站                                                      |
| 台南市山上區 | 豐德   | 20.1                | 30          | 原台南水道                                                                        |
| 高雄市甲仙區 | 甲仙   | 58.5                | 252         |                                                                                   |
| 高雄市六龜區 | 荖濃   | 73.4                | 369         |                                                                                   |
| 高雄市六龜區 | 寶來   | 79.9                | 406         | 寶來溫泉、荖濃溪泛舟                                                              |
| 高雄市桃源區 | 高中   | 85                  | 536         |                                                                                   |
| 高雄市桃源區 | 勤和   | 92                  | 605         |                                                                                   |
| 高雄市桃源區 | 復興   | 99                  | 675         |                                                                                   |
| 高雄市桃源區 | 梅蘭   | 101.5               | 815         |                                                                                   |
| 高雄市桃源區 | 樟山   | 103                 | 845         |                                                                                   |
| 高雄市桃源區 | 梅山口 | 105(臨105線起點)    | 1014        | 梅山遊客中心                                                                      |
| 高雄市桃源區 | 中之關 | 125                 | 1930        | 中之關、陳武雄紀念碑                                                              |
| 高雄市桃源區 | 天池   | 130(臨105線25K)     | 2280        | 天池、長青祠、中央山脈                                                            |
| 高雄市桃源區 | 檜谷   | 135.8               | 2454        | 檜谷大崩壁、檜木林區 庫哈諾辛山、關山登山口（進涇橋）、塔關山登山口(臨105線33.4K) |
| 臺東縣海端鄉 | 埡口   | 142(臨105線37K)     | 2722        | 大關山隧道、埡口雲海、關山嶺山                                                    |
| 臺東縣海端鄉 | 向陽   | 149(臨105線終點)    | 2312        | 向陽大崩壁、向陽夕照、嘉明湖步道、向陽國家森林遊樂區                              |
| 臺東縣海端鄉 | 栗園   | 164.5               | 1793        |                                                                                   |
| 臺東縣海端鄉 | 摩天   | 170.2               | 1546        | 摩天農場、栗松溫泉                                                                |
| 臺東縣海端鄉 | 利稻   | 177.0               | 1068        |                                                                                   |
| 臺東縣海端鄉 | 霧鹿   | 186.1               | 713         | 天龍吊橋、新武呂溪峽谷                                                            |
| 臺東縣海端鄉 | 新武   | 199.9               | 412         | 新武呂溪峽谷                                                                      |
| 臺東縣海端鄉 | 初來   | 203                 | 340         |                                                                                   |

## 莫拉克災後重建工程

### 公路系統復建策略
- 初期：公路搶修，解除各區域孤島效應。
- 中期：提高抗災能力，維持當地物資運送，基本交通服務。
- 長期：恢復原有道路標準。

### 新闢道路與截彎取直
避開地質敏感區域，迂迴路線截彎取直，新闢道路或高架橋。
- 建山一橋（已於2012年6月1日通車）
- 建山二橋（已於2012年6月1日通車）
- 寶來一橋（二次改建，減少跨墩，已於2022年4月3日通車）
- 寶來二橋（河床淹沒原橋，新建高架橋，已於2013年8月6日通車）
- 萬年橋（台灣商人集資興建，已於2014年2月7日通車）
- 綠茂橋
- 勝境橋（原路上方50公尺新建高架橋連結東西兩側之置高點，無需下繞河谷，已於2014年2月12月通車）
- 塔拉拉魯芙橋（截彎取直，跨大河谷連結塔拉拉魯芙隧道）
- 桃源一橋（截彎取直，跨大河谷連結桃源市區，並已於2015年7月18日通車）
- 桃源二橋（改建工程，拓寬為二車道）
- 撒拉阿塢橋（河床淹沒原橋，新建高架橋，並已於2018年4月底通車）
- 明霸克露橋（取代河底便道與削山便道，並已於2017年4月29日通車，2021年8月7日部分沖毁，目前以鋼便橋取代）
- 復興橋

## 沿革

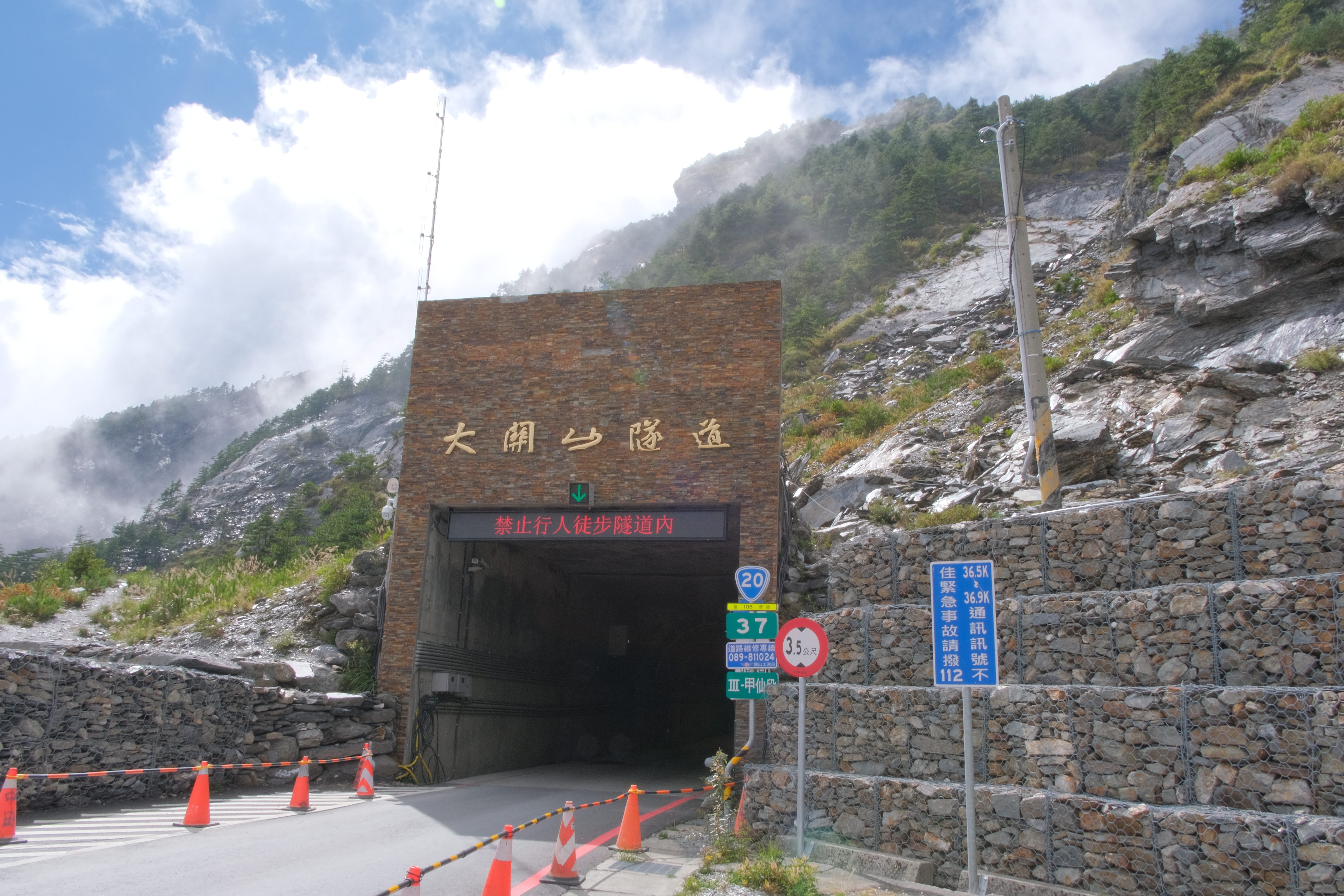
南橫公路由大關山隧道於「埡口」穿過中央山脈，不僅是具代表性的景點，也是全線的最高點，此為位在台東縣的東口。

南橫公路的前身為日治時期的理蕃警備道「關山越嶺道」，起點台南北寮，終點台東海端，為台灣南部一條橫貫中央山脈的重要公路，最高點大關山隧道（海拔2722公尺）在關山埡口（海拔約2920公尺，關山–向陽山鞍部，原州廳界碑所在，即高雄州、台東廳分界，關山嶺山步道里程牌0.5K處）下方約200公尺打穿中央山脈主脊，為東西分水嶺越嶺點台東縣與高雄市的交界處。
南橫公路於1968年7月動工，1972年10月31日通車，歷時4年4個月施工期間大部分路段均為新闢道路，設計標準比照中部橫貫公路施作，均採用傳統人力方式修築開闢，因工程甚為艱鉅，共計有116位工作人員罹難，為感念闢路先賢的犧牲奉獻，特在天池設置長青祠以供悼念。
1971年台灣省政府公報4月28日公告，南橫公路原以玉井為起點，取消與台3線重復改善路段5.56公里，改以北寮為起點(台3線交叉口)往東至關山埡口106.74公里為西段工程。公路編號為台18線北寮池上線。
1994年全面加封瀝青混凝土路面，在此之前全線多處未鋪設柏油路面也未拓寬。為了進入山區的安全考量，經過南橫曾經需要事先辦理乙種入山證，以進入公路兩側50公尺內之山地特定管制區，等到了另一端的檢查哨再註銷登記。
1993年廢止山地管制，成為山地開放區。

## 沿線景觀
此公路沿線較為知名的風景點有甲仙化石館、寶來溫泉、少年溪、梅山口原住民展覽館、天池、檜谷、埡口雲海、利稻風情、碧山溫泉、天龍吊橋、霧鹿櫻花、霧鹿峽谷、新武呂溪魚類保護區等。利稻是有名的民宿村，也是原住民部落。

## 通行管制
2022年5月2日起，台20臨105線(原台20線105K+170至149K 梅山口—向陽）每周二、四不開放通行，其餘每日開放時間為7點00分至14點00分，其餘時間進行道路封閉管制，且17點00分以前得全線淨空；甲、乙類大客車禁行78.5～108.5K處。
2023年4月11日起，因禮觀路段偶有突發落石，公路總局於該路段上邊坡掛網施工至6月30日，施工期間部分時段將管制通行，除了維持每週二、四禁止通行，其餘時段早上7點至傍晚5點，每整點30分放行10分鐘，中午11點30分至下午1點40分不進行交管，依現場施工狀況滾動調整。

## 相關條目

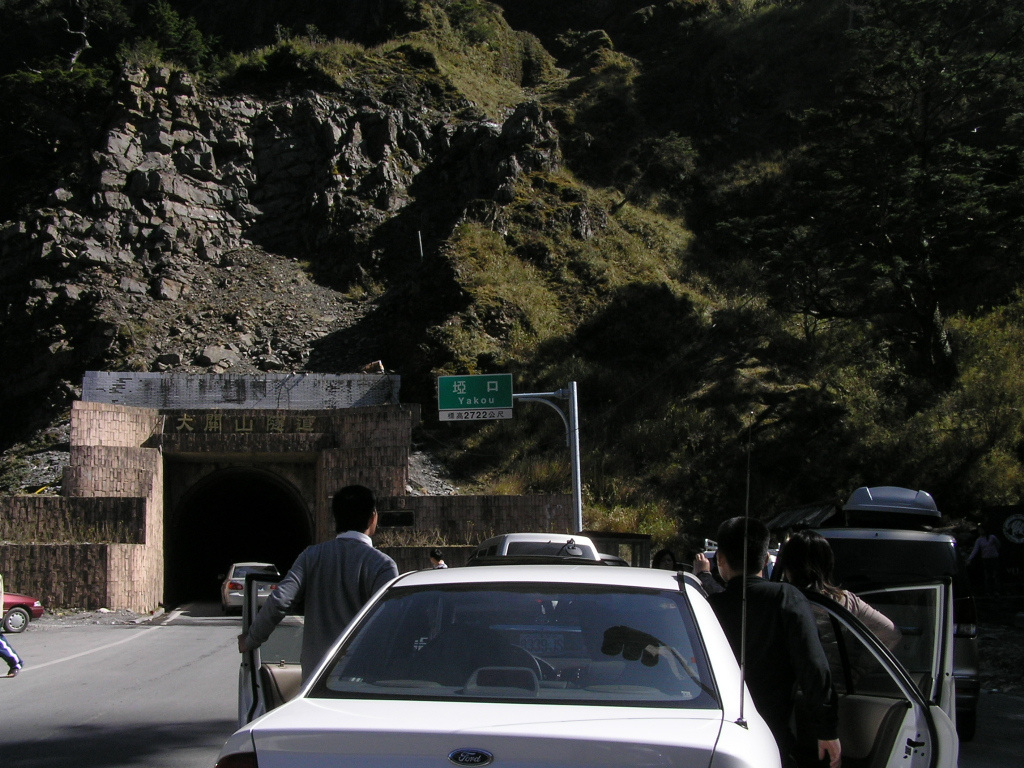
大關山隧道西口位在高雄市，亦立有一面寫著「埡口」地名標示牌，隧道東西口圖片均為地形崩毀前所攝

## 外部連結
- 旅遊導覽 - 台東縣 - 海端鄉 - 南橫公路東段 （页面存档备份，存于）
- 洪春景. . 公視新聞平台. 2011-03-29  [2012-03-03]. （原始内容存档于2020-09-19） （中文（臺灣））.（莫拉克風災前後受災差異的狀況報導）